# 10er
Portal Geschichte | Portal Biografien | Aktuelle Ereignisse | Jahreskalender | Tagesartikel

◄ |
1. Jh. v. Chr. |
1. Jahrhundert
| 2. Jh. | ►

◄ |
10er v. Chr. |
0er v. Chr. |
0er |
10er
| 20er | 30er | 40er | ►

10 |
11 |
12 |
13 |
14 |
15 |
16 |
17 |
18 |
19

## Ereignisse
- Die Feldzüge des Tiberius und des Germanicus gegen die Germanen scheitern. Das Römische Reich gibt die Pläne zur Eroberung Germaniens auf.
- 17: Lugdunum (Lyon) wird Zentrale der drei neu eingeteilten Verwaltungsbezirke Galliens.

## Kultur
- „Silbernes Zeitalter“ der römischen Literatur (bis 117).